# Remicourt (Belgia)
Remicourt (wa. Remicoû) – miejscowość i gmina (commune) w Belgii, w Regionie Walońskim, w prowincji Liège, w okręgu Waremme. 1 stycznia 2024 roku liczyła 6009 mieszkańców.

## Podział administracyjny
W skład gminy wchodzą cztery dzielnice (section):
- Hodeige
- Lamine
- Momalle
- Pousset